# Maison d'Émile Zèle
La maison d'Émile Zèle est située à Montluçon (France).

## Localisation
La maison est située sur la commune de Montluçon, au 56 Grand'Rue, dans le département de l'Allier, en région Auvergne-Rhône-Alpes.

## Description
Maison de la fin du XVe siècle, façade en pans de bois à croix de Saint-André. Poteaux et consoles moulurés ; petite porte de bois reconstituée à l’aide de fragments anciens appartenant à la maison, et surmontée d'une accolade fleuronnée. 

## Historique
Maison bourgeoise restaurée autour de 1910 par Léonie Duchet (1849-1931), garde des collections puis vice-présidente des Amis de Montluçon et grande bienfaitrice du patrimoine bourbonnais, avec le concours de son propriétaire Émile Zèle (1862-1934), dessinateur à la Compagnie du chemin de fer d'Orléans, professeur de dessin, collectionneur et archéologue amateur, garde des collections des Amis de Montluçon. Elle a appartenu dans la seconde moitié du XXe siècle à André Guy (1913-2008), historien, érudit et collectionneur reconnu, président des Amis de Montluçon de 1950 à 1993.
Elle est inscrite partiellement au titre des monuments historiques par arrêté du 11 mars 1935.

## Protection
Éléments protégés : la façade et la toiture.

## Galerie

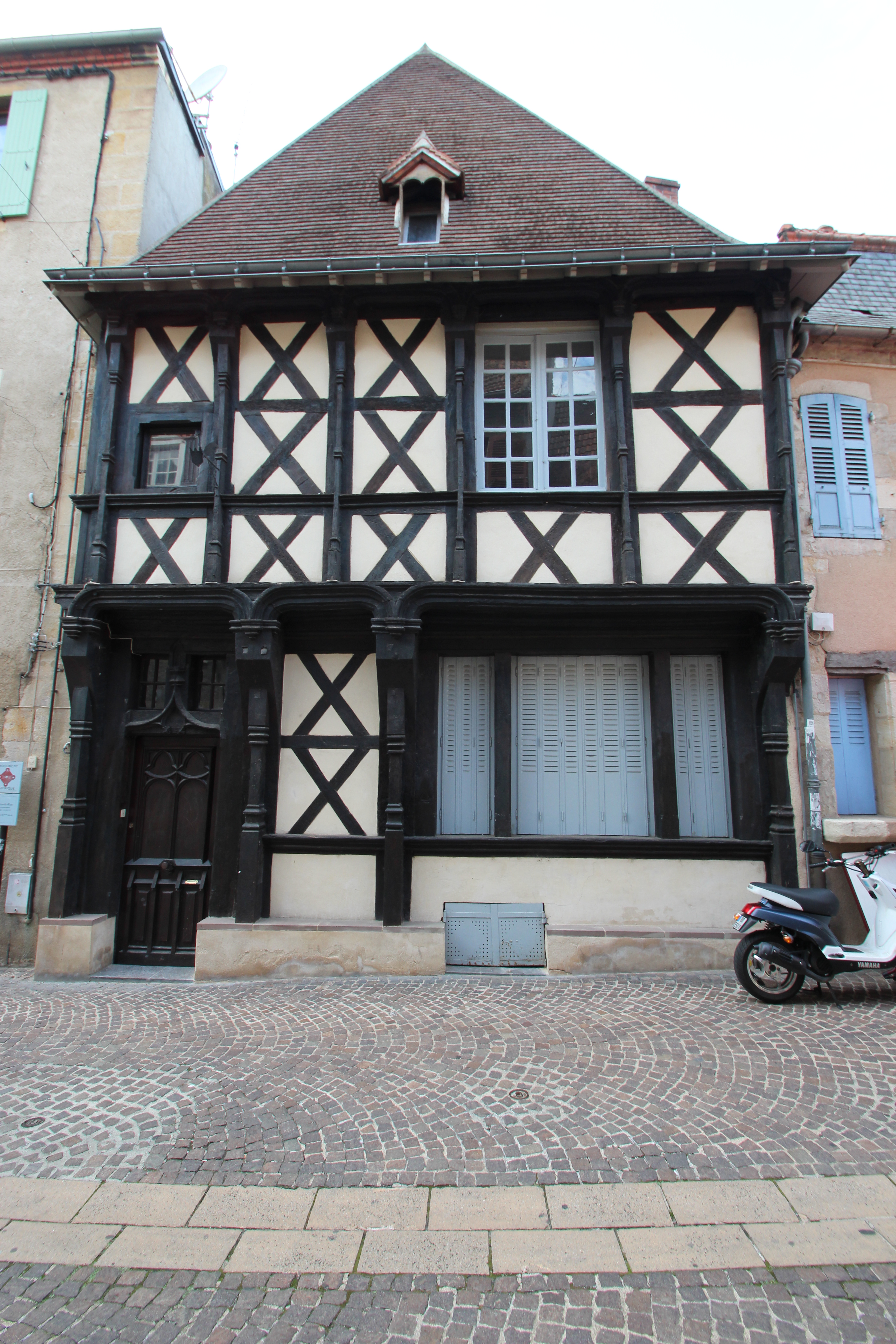
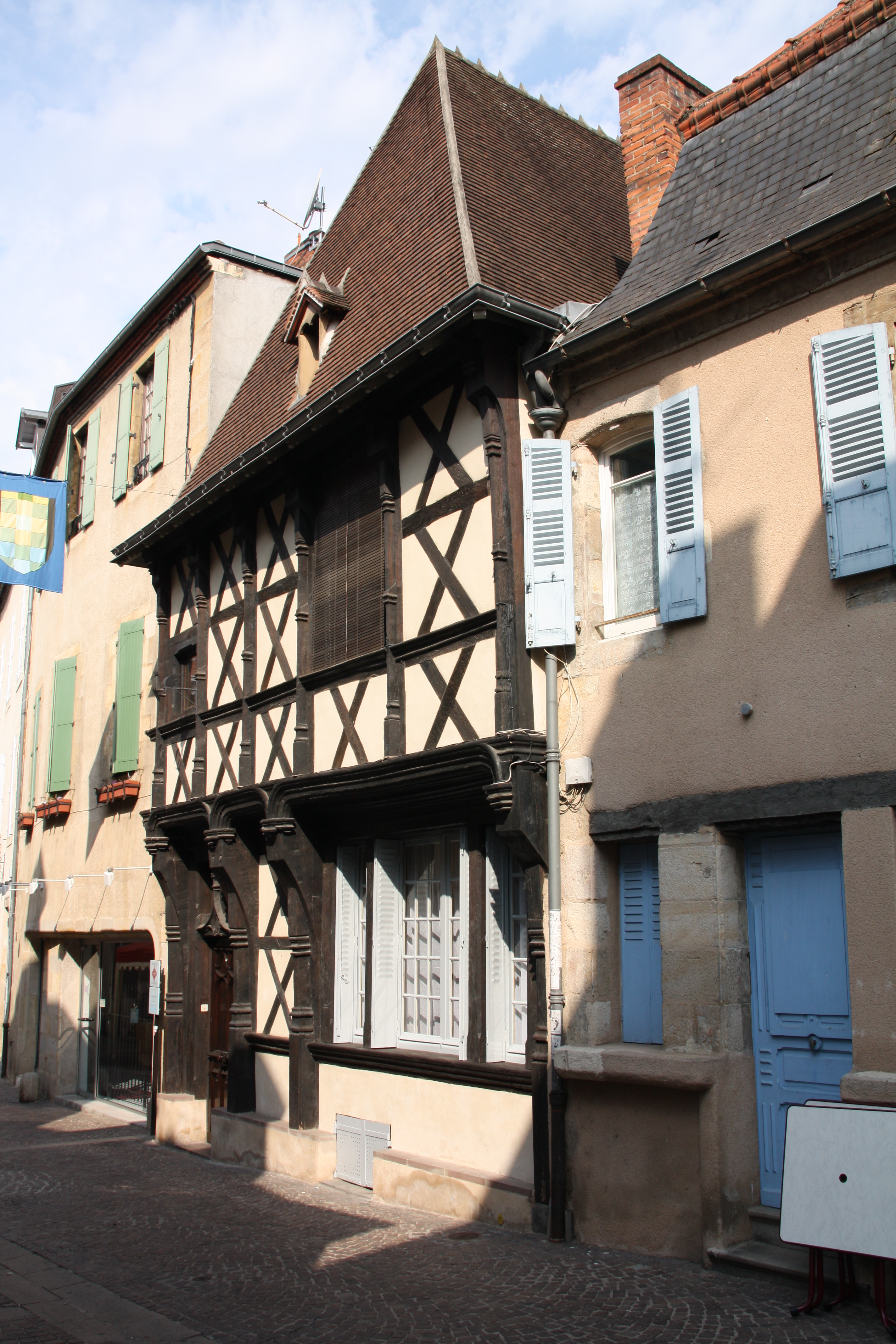
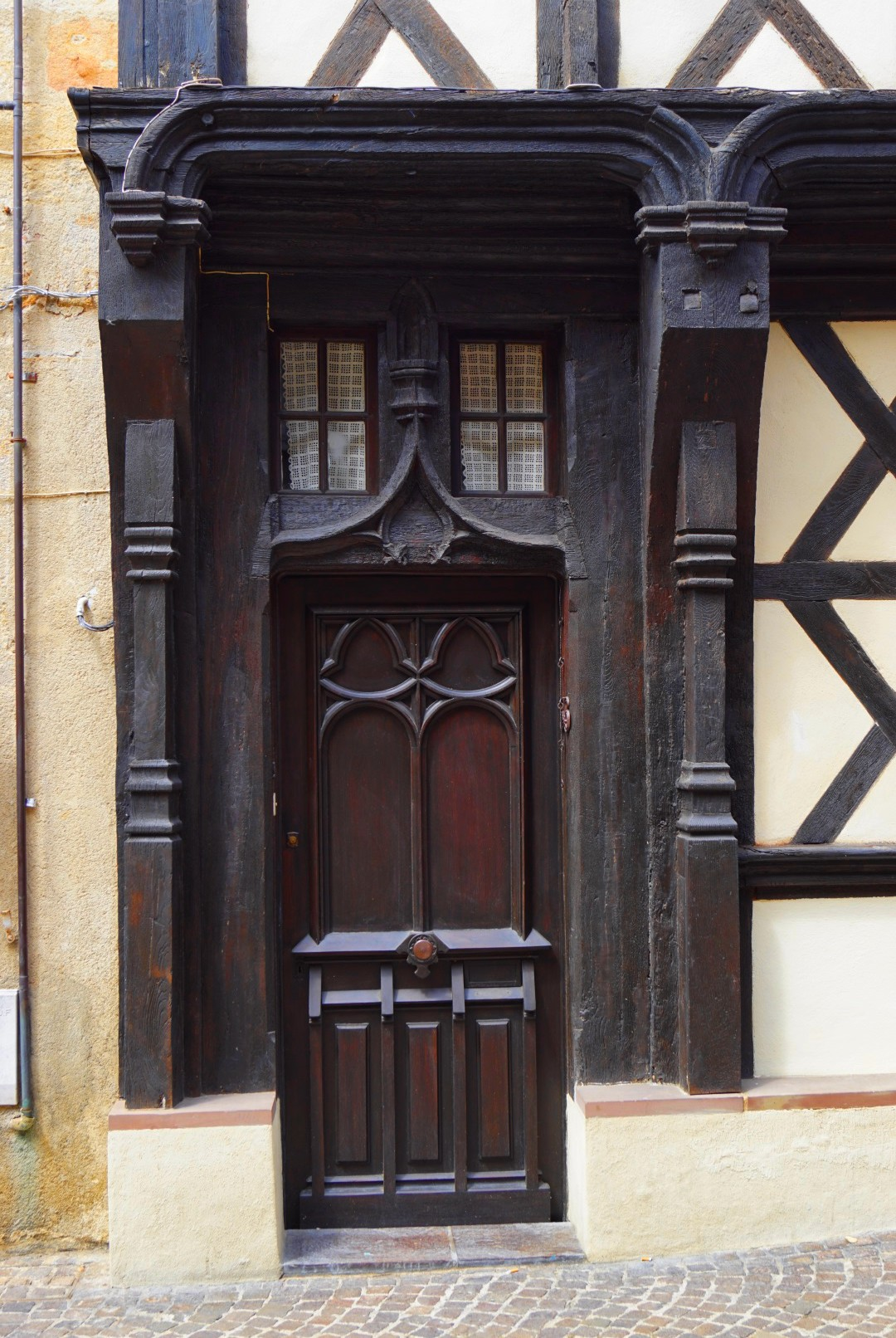